# 聯合國安全理事會第93號決議
《聯合國安理會93號決議》是1951年5月18日在聯合國安全理事會第547次會議通過的。
鑒於之前有關巴勒斯坦問題的決議（54號、73號、89號和92號），安理會在這項決議中：
- 表明以色列和敍利亞必須誠心誠意地尊重停戰協定

- 呼籲以色列和敍利亞雙方在意見分歧時按混合停戰委員會的解釋為依歸

- 促請雙方政府實施下述方面的協議：
  - 非武裝地帶村落的民政和警備須由當地負責
  - 在回歸常態平民生活的期間建立地方民政系統
  - 混合停戰委員會主席負責安排合作

- 提醒雙方政府遵行《聯合國憲章》第二條第四項中不訴諸武力的義務，並宣佈以色列1951年4月5日的空軍行動違反54號決議的停戰協定

- 決定：
  - 准許阿拉伯平民回歸以色列
  - 未經混合停戰委員會主席同意不得移送人口

- 促請秘書長提供額外人員確保89號和92號決議的執行

該決議在蘇聯棄權下，以10票對0票通過。

## 外部鏈結
- 93號決議全文